# 千晶
有坂ちあき（ありさかちあき、1982年8月25日 - ）は、日本の歌手である。兵庫県出身。東京都在住。現在は、J-ROCK所属。血液型B型。
愛称は「ちぃちゃん」、「ちぃこ」、「千晶ちゃん」
シアーミュージックアーツボーカルスクールなんば校校出身。

## プロフィール
5歳の時からピアノを習い、大学時代には軽音楽部に所属し、ロックからポップスまで幅広く接する。会社勤めをしている2005年からボーカルスクールに通う。
2007年にボーカルスクール仲間と共に「詩音．」名義でアーティスト活動を始める。2008年に前所属事務所主催のオーディションで観客の投票により１位を獲得し、「ベストアクト賞」を受賞。
2009年にアーティスト名を「千晶」に変更。立石賢司のプロデュースにより、2009年6月10日にシングル「負けないで」で全国デビューした。
2012年にニューアルバム「永遠に」をリリースするのを機にアーティスト名を今までの漢字表記からローマ字表記に変更し、以前に行っていた弾き語りスタイルに近い活動スタイルに軌道修正。また、演歌路線である漢字表記のアーティスト名との活動を並行させている。
2014年に株式会社J-ROCKに移籍。事務所移籍に伴い、アーティスト名を現在の有坂ちあきに変更。
2015年に映画『未来シャッター』、高橋和勧監督作品の挿入歌『リバイバル』、主題歌『未来の仲間へ』が起用される。

## 人物・エピソード
- 現在のアーティスト名の由来は名前に関しては、本名に由来する。

- 尊敬するアーティストは山口百恵である。母も山口百恵が好きで、その影響を受けている。

## 路上ライブ
彼女の路上やライブの基本スタイルはキーボードもしくはアコースティックギターによる弾き語りや音源によるオリジナル曲とカバー曲を織り交ぜたパフォーマンスで行っている。
彼女はかつて、路上ライブで所属するBirthday Eveの他アーティスト同様「短期間（約3ヵ月）で集中的に路上ライブを実施し、目標数のCDを手売りする」スタイルや公式ファンクラブの勧誘目的のスタイルだった。その内容は自身のブログで公開されていた。
現在の路上ライブのスタイルは、ライブイベントの周知、売り込み、CDの販売が主である。
1stシングル「負けないで」は、「実働90日路上ライブでCD販売1,500枚」を目標として関西を中心に路上ライブを実施し、86日目で達成。
2ndシングル「mother」は、「実働90日路上ライブでCD販売2,500枚」を目標として関西を中心に路上ライブを実施したが、1,484枚で未達成に終わる。
15,000人のサポーターを集める「日本武道館単独ライブ開催への挑戦」は、688人で未達成に終わる。
その後、「実働90日路上ライブでCD販売3000枚」を目標として、関東を中心に関西、東海地方で路上ライブを実施し、実働52日目で達成。
その後、新たにCD販売5000枚を目標に各地で路上ライブを実施し、実働89日目で達成した。

## ディスコグラフィー

### 千晶 名義

#### CDシングル（maxiシングル）
1. 負けないで（2009年6月10日 SLCL-093）
2. mother（2010年1月6日 SLCL-103）
3. 夏休み（2010年5月23日 BEPR-010)

#### CDアルバム
1. 東京出稼ぎ女（2010年12月19日 BEPR-021)
2. HEY!! SAY!! EAST SEA STREET!!（2011年8月25日 BEPR-034)
3. 平成カーニバル （2012年10月14日 BEPR-066)

### Chiaki名義

#### CDアルバム
1. 永遠に (2012年7月8日 BEPR-056)
2. 枯れ葉便り～風で届け～ (2012年12月16日 BEPR-074)